# Tytus Czyżewski
Pour les articles homonymes, voir Czyżewski.

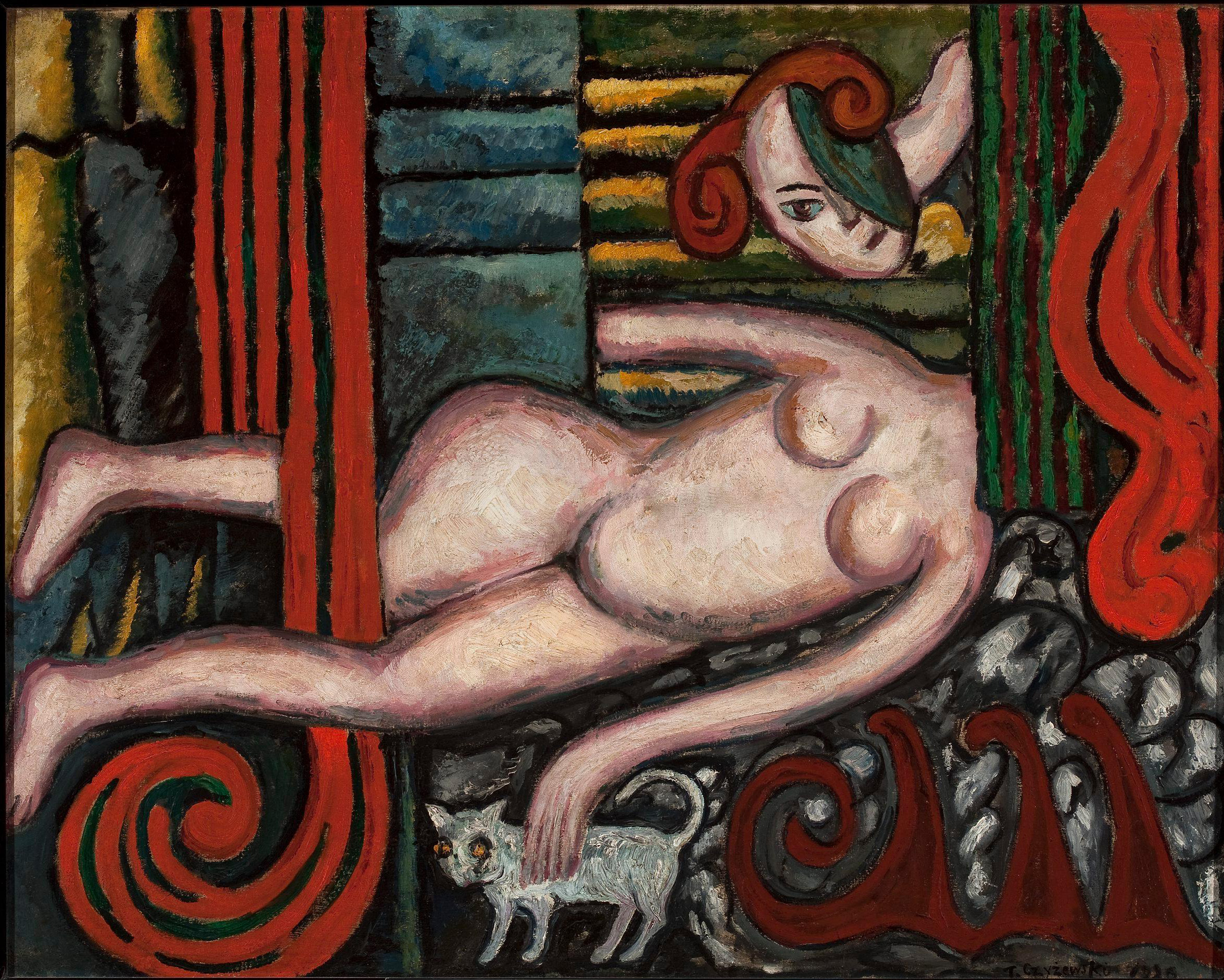
Tytus Czyżewski, Akt z kotem, 1920, Musée national de Varsovie

Tutus Czyżewski, né le 28 décembre 1880 à Przyszowa et mort le 5 mai 1945 à Cracovie, est un peintre, poète, et critique d'art polonais.

## Biographie
Né dans une famille de propriétaires terriens, il obtient son diplôme d'études secondaires à Nowy Sącz. Dans les années 1902-1907, il étudie la peinture à l'Académie des beaux-arts de Cracovie, notamment sous la direction de Józef Mehoffer et Stanisław Wyspiański. Dans les années 1907-1909 et 1910-1912, il poursuit ses études à Paris. En 1911, il expose ses œuvres aux expositions indépendantes. Actif au sein du groupe d'expressionnistes polonais en 1917, il rejoint en 1919 le
Formisme, un mouvement littéraire et artistique d'avant-garde développé en Pologne dans les années 1917-1922, qui puise son inspiration dans le cubisme, le futurisme, l'expressionnisme et l'art populaire. Il a été l'un des organisateurs des clubs futuristes : Katarynka (1919) et Gałka Muszkatołowa (1921). Il publie plusieurs poèmes dans le manifeste futuriste Nuż w bżuhu en 1921 (Cracovie).

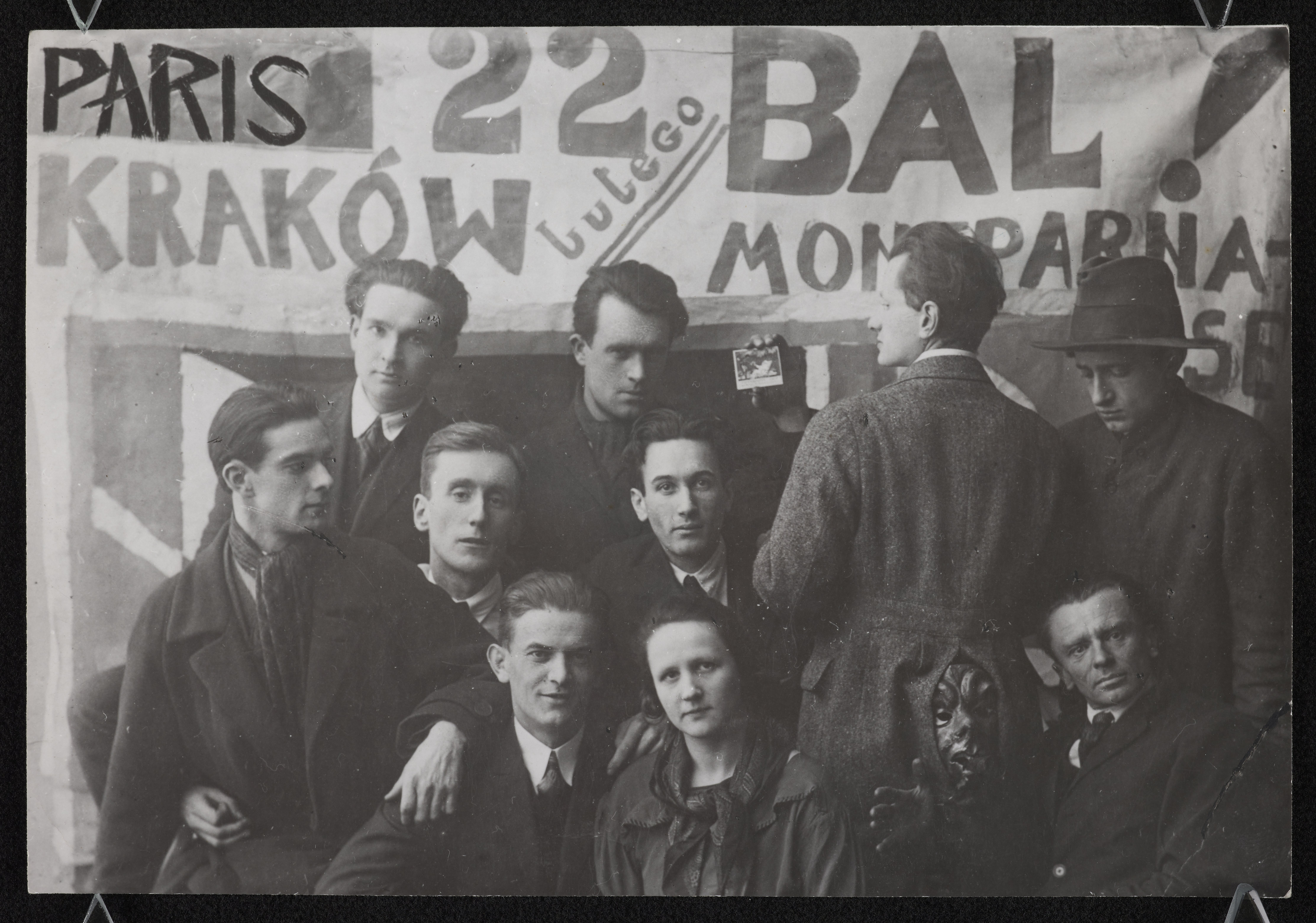
Kapistes, 1925 à Paris Hanna Rudzka-Cybis, Jan Cybis, Zygmunt Waliszewski, Tytus Czyżewski, Józef Czapski, Artur Nacht-Cymborski, Piotr Potworowski, Seweryn Boraczok, Józef Jarema.

Dans les années 1922-1925, il travaille à l'ambassade de Pologne à Paris. Pendant ce temps, il publie, entre autres, dans lez magazines Zwrotnica, Epoka et dans l'almanach Nowej Sztuki. 
En 1929, il présente au Salon des Tuileries un Portrait du sculpteur comte Auguste Zamoyski et une Nature morte. En 1930, il s'installe à Varsovie. Il publie dans les journaux Głos Plastyków, L'Art Contemporain – Sztuka Współczesna, Kultura, Wiadomości Literackie, Kurier Polski, Prosto z Mostu. Pendant l'occupation, il vit à Varsovie et travaille sur un volume de poésie Antidotum, qui a sera détruit lors de l'insurrection de Varsovie. Après le soulèvement il rentre à Cracovie, où il restera jusqu'à sa mort. Il est enterré au Cimetière Rakowicki.

## Œuvres

### Poésie
- 1920 - Zielone Oko. Poezje formistyczne. Elektryczne wizje
- 1922 - Noc — dzień. Mechaniczny instynkt elektryczny
- 1925 - Pastorałki
- 1927 - Robespierre. Rapsod. Cinema. Od romantyzmu do cynizmu
- 1936 - Lajkonik w chmurach

### Essai
- 1907 - Śmierć Fauna. Obrazek
- 1922 - Osioł i słońce w metamorfozie
- 1922 - Włamywacz z lepszego towarzystwa
- 1922 - Wąż, Orfeusz i Euridika

### Autres publications
- 1928 - Władysław Ślewiński, Monographies artistiques du XVIIIe siècle.